# Phyllodes (bướm đêm)
Phyllodes là một chi bướm đêm thuộc họ Erebidae.

## Loài
- Phyllodes consobrina Westwood, 1848
- Phyllodes conspicillator Cramer, [1777]
- Phyllodes eyndhovii Vollenhoven, 1858
- Phyllodes imperialis Druce, 1888
- Phyllodes staudingeri Semper, 1901
- Phyllodes verhuelli Vollenhoven, 1858

## Hình ảnh

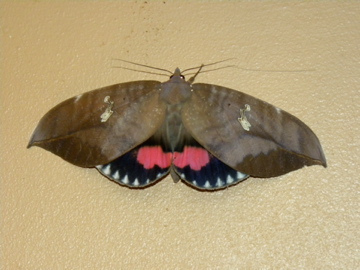
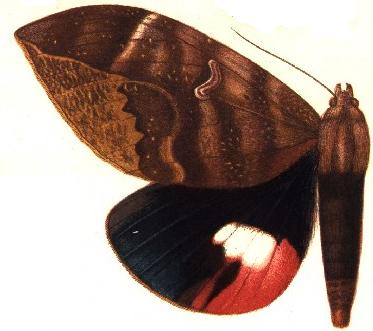
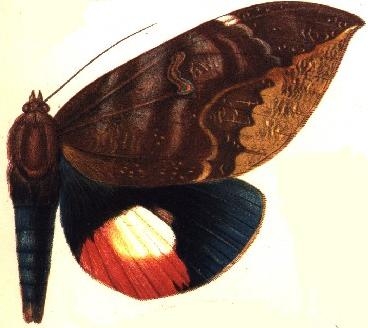
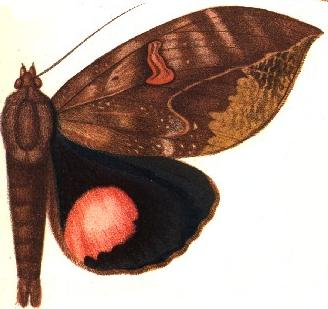